# Марко Стаилковић
Марко Стаилковић (Београд, 7. јуна 1997) српски је фудбалски голман.

## Каријера
Стаилковић је фудбалом почео да се бави у академији ОФК Београда, док је касније прешао у Партизан, где је касније прошао све млађе категорије. Он је као члан пионирске селекције тог клуба изабран за најбољег голмана на турниру у Међугорју, марта 2012. године, на ком је Партизан освојио прво место. Крајем истог месеца, он је позаван од стране Фудбалског савеза Београда за селективну утакмицу пионира у склопу припрема за меморијални турнир Пера Јоцић у Новом Саду. Лета 2015, Стаилковић је прешао у клупску филијалу, Телеоптик, пред почетак сезоне 2015/16. у Српски лиги Београда. Он је до краја те такмичарске године најчешће имао улогу резервисте, док је за клуб забележио један лигашки наступ. Августа 2016, Стаилковић је потписао двогодишњи стипендијски уговор са Телеоптиком. Исту улогу задржао је и следеће сезоне, одигравши три српсколигашке утакмице, као други избор испред гола, после Јована Трнића. Са клубом је, по завршетку такмичарске 2016/17, изборио пласман у Прву лигу Србије. Стаилковић је, потом, прошао припреме са екипом Телеоптика пред почетак нове сезоне у том такмичењу, те је фигурирао као једна од голманских опција уз Јована Трнића и Александра Поповића. Стаилковић је у Првој лиги Србије дебитовао у утакмици последњег кола такмичарске 2017/18, против екипе Бежаније, која је завршена без голова. У сезони 2019/20. прешао је у редове чајетинског Златибора.

## Статистика

#### Клупска
Ажурирано 26. априла 2020.
| Клуб              | Сезона   | Лига                | Лига    | Лига   | Национални куп | Национални куп | Европа  | Европа | Остало  | Остало | Укупно  | Укупно |
| Клуб              | Сезона   | Дивизија            | Наступа | Голова | Наступа        | Голова         | Наступа | Голова | Наступа | Голова | Наступа | Голова |
| ----------------- | -------- | ------------------- | ------- | ------ | -------------- | -------------- | ------- | ------ | ------- | ------ | ------- | ------ |
|                   |          |                     |         |        |                |                |         |        |         |        |         |        |
| Телеоптик         | 2015/16. | Српска лига Београд | 1       | 0      | —              | —              | —       | —      | —       | —      | 1       | 0      |
| Телеоптик         | 2016/17. | Српска лига Београд | 3       | 0      | —              | —              | —       | —      | —       | —      | 3       | 0      |
| Телеоптик         | 2017/18. | Прва лига Србије    | 1       | 0      | —              | —              | —       | —      | —       | —      | 1       | 0      |
| Телеоптик         | 2018/19. | Прва лига Србије    | 0       | 0      | 0              | 0              | —       | —      | —       | —      | 0       | 0      |
| Телеоптик         | Укупно   | Укупно              | 5       | 0      | 0              | 0              | —       | —      | —       | —      | 5       | 0      |
|                   |          |                     |         |        |                |                |         |        |         |        |         |        |
| Златибор Чајетина | 2019/20. | Прва лига Србије    | 3       | 0      | 0              | 0              | —       | —      | —       | —      | 3       | 0      |
|                   |          |                     |         |        |                |                |         |        |         |        |         |        |
| Каријера          | Каријера | Каријера            | 8       | 0      | 0              | 0              | —       | —      | —       | —      | 8       | 0      |
|                   |          |                     |         |        |                |                |         |        |         |        |         |        |

## Трофеји и награде
Телеоптик
- Српска лига Београд: 2016/17.[10]